# Andriy Hluchtchenko
Andriy Hluchtchenko, né le 23 octobre 1977 à Kirovograd (Ukraine), est un triathlète et un duathlète ukrainien, double champion d'Ukraine de triathlon en 1997 et 2004. 

## Palmarès
Le tableau présente les résultats les plus significatifs (podium) obtenus sur le circuit national et international de triathlon depuis 1997,. 
| Année | Compétition                                             | Pays     | Position           | Temps           |
| ----- | ------------------------------------------------------- | -------- | ------------------ | --------------- |
| 2010  | Coupe d'Europe de triathlon - étape d'Antalya           | Turquie  | Médaille d'or      | 1 h 49 min 58 s |
| 2006  | Coupe d'Europe de triathlon - étape de Kedzierzyn Kozle | Pologne  | Médaille d'or      | 1 h 49 min 16 s |
| 2006  | Coupe d'Europe de triathlon - étape de Holten           | Pays-Bas | Médaille d'or      | 1 h 54 min 31 s |
| 2004  | Championnats d'Ukraine de triathlon                     | Ukraine  | Médaille d'or      | Timing          |
| 2004  | Coupe d'Europe de triathlon - étape d'Erdek             | Turquie  | Médaille d'or      | 1 h 58 min 33 s |
| 2003  | Coupe d'Europe de triathlon - étape de Gyor             | Hongrie  | Médaille d'or      | 1 h 54 min 22 s |
| 2002  | Championnats du monde d'aquathlon                       | Mexique  | Médaille d'argent  | 0 h 29 min 36 s |
| 2001  | Coupe d'Europe de triathlon - étape de Séville          | Espagne  | Médaille d'or      | 1 h 45 min 0 s  |
| 2000  | Coupe du monde - étape de Rio de Janeiro                | Brésil   | Médaille de bronze | 1 h 44 min 56 s |
| 1997  | Championnats d'Ukraine de triathlon                     | Ukraine  | Médaille d'or      | Timing          |